# Gunung Pucuk Kamirah
Gunung Pucuk Kamirah är ett berg i Indonesien.   Det ligger i provinsen Aceh, i den västra delen av landet, 1 600 km nordväst om huvudstaden Jakarta. Toppen på Gunung Pucuk Kamirah är 1 926 meter över havet, eller 83 meter över den omgivande terrängen. Bredden vid basen är 0,93 km.
Terrängen runt Gunung Pucuk Kamirah är bergig åt sydost, men åt nordväst är den kuperad.Runt Gunung Pucuk Kamirah är det ganska glesbefolkat, med 29 invånare per kvadratkilometer. I omgivningarna runt Gunung Pucuk Kamirah växer i huvudsak städsegrön lövskog.